# حركة التكامل الإقليمي
حركة التكامل الإقليمي (بالإسبانية: Movimiento Integración Regional) هي حزب سياسي في كولومبيا. في الانتخابات التشريعية التي أجريت في 10 مارس 2002، فاز الحزب كواحد من العديد من الأحزاب الصغيرة بالتمثيل البرلماني. في الانتخابات التشريعية المتزامنة لعام 2006، فاز الحزب بأربعة نواب من أصل 166 ولم يكن هناك أعضاء في مجلس الشيوخ.